# DAIV TO MUSIC
『DAIV TO MUSIC』（ダイブトゥーミュージック）は、文化放送で2018年10月5日から2020年3月30日まで放送されていた音楽番組である。

## 概要
株式会社マウスコンピューターのクリエイター向けPCブランド「DAIV」とのタイアップ番組。現役クリエイターやクリエイターを目指すリスナー、音楽ファンにDTMの魅力をPRしている。
MCのヒャダインとゲスト（初回放送はゲスト無し）が「DAIV」のパソコンを使用してコラボ音源を制作するほか、気になる楽曲を紹介する。
日曜深夜の最終番組へ移動した2019年7月8日（7日深夜）のエンディングで、ヒャダイン自身がクロージングのアナウンスを担当することが明らかになった（なお、終夜放送や選挙特番による番組繰り下げ時はクロージングせず、翌月曜早朝番組に直結する。オープニングは引き続き文化放送アナウンサーの石川真紀が担当）。通常、放送局のオープニング・クロージングはその局のアナウンサーが担当するのが一般的であるが、アナウンサー以外の人物が担当するのは極めて異例である。なお、後述の通り番組終了に伴いヒャダイン自身によるクロージングのアナウンスも終了したが、2020年10月5日（4日深夜）からクロージングのアナウンスは同枠で放送することになった『女が音楽を始めるときはモテたいからじゃない』の担当パーソナリティを週替わりで務める女性アーティストに変更され、2021年9月27日（26日深夜）の番組終了まで行った。
2020年3月30日（29日深夜）をもって最終回となることが3月16日（15日深夜）放送分で明らかになった。その後は『江口拓也のラストオーダー』が開始されるまでの約3ヶ月間、2007年10月7日 - 2008年9月28日以来の放送休止枠となった。

## 出演者

### パーソナリティ
- ヒャダイン

## 放送時間
- 金曜日 21:00 - 21:30（2018年10月5日 - 2019年3月29日）
- 月曜日 20:00 - 20:30（2019年4月1日 - 6月24日）
- 月曜日 1:30 - 2:00（2019年7月8日 - 2020年3月30日）[3]